# Cryptocarya aureobrunnea
Cryptocarya aureobrunnea är en lagerväxtart som beskrevs av C. K. Allen. Cryptocarya aureobrunnea ingår i släktet Cryptocarya och familjen lagerväxter. Inga underarter finns listade i Catalogue of Life.